# ホザキシモツケ
ホザキシモツケ（穂咲下野、学名：Spiraea salicifolia）は、バラ科シモツケ属の落葉低木。1997年の環境省レッドリストより絶滅危惧II類に指定されていたが、2007年より解除となっている。

## 特徴
樹高1～2m。葉は披針形で鋭鋸歯縁、互生する。

花期は6～8月。5～8mmの小さな花は淡紅色で、花びらは5枚、雄蕊も淡紅色で花びらの倍長い。円錐花序が密集して8～15cmの長い花穂となる。この花の特徴から「穂咲」と命名された。

9月頃、茶色い実を付ける。

## 分布
涼しい気候の湿地帯に分布する。
- 日本国内 - 東日本
  - 北海道釧路湿原、霧多布湿原他
  - 栃木県奥日光
  - 長野県霧ヶ峰
- 国外 - ユーラシア大陸北部(極東、朝鮮半島、中国、シベリア、ヨーロッパ)